# Shiann Salmon
Pour les articles homonymes, voir Salmon.
Shiann Salmon (née le 31 mars 1999) est une athlète jamaïcaine, spécialiste du 400 mètres haies.

## Biographie
Médaillée d'argent du 400 m haies lors des championnats du monde juniors de 2018, elle remporte la médaille d'argent lors des championnats NACAC espoirs de 2019, et la médaille d'or lors des championnats NACAC espoirs de 2021.
En 2022, elle est éliminée en demi-finale des championnats du monde, puis obtient deux médailles d'argent lors des Jeux du Commonwealth, sur 400 m haies et au titre du relais 4 × 400 m. Elle remporte quelques jours plus tard le titre du 400 m haies des championnats d'Amérique du Nord, d'Amérique centrale et des Caraïbes (NACAC), devant sa compatriote Janieve Russell.
Lors des championnats du monde à Budapest, elle remporte la médaille d'argent du relais 4 × 400 m au titre de sa participation aux séries.

## Palmarès
| Date | Compétition                   | Lieu       | Résultat | Épreuve     | Temps                    |
| ---- | ----------------------------- | ---------- | -------- | ----------- | ------------------------ |
| 2018 | Championnats du monde juniors | Tampere    | 2e       | 400 m haies | 56 s 11                  |
| 2018 | Championnats du monde juniors | Tampere    | 3e       | 4 x 400 m   | 3 min 31 s 90            |
| 2019 | Championnats NACAC espoirs    | Querétaro  | 2e       | 400 m haies | 56 s 83                  |
| 2021 | Championnats NACAC espoirs    | San José   | 1re      | 400 m haies | 58 s 29                  |
| 2022 | Jeux du Commonwealth          | Birmingham | 2e       | 400 m haies | 54 s 47                  |
| 2022 | Jeux du Commonwealth          | Birmingham | 2e       | 4 x 400 m   | 3 min 26 s 93            |
| 2022 | Championnats NACAC            | Freeport   | 1re      | 400 m haies | 54 s 22                  |
| 2022 | Championnats NACAC            | Freeport   | 2e       | 4 x 400 m   | 3 min 26 s 32            |
| 2023 | Championnats du monde         | Budapest   | 2e       | 4 x 400 m   | Participation aux séries |

## Records
| Épreuve          | Temps   | Lieu     | Date           |
| ---------------- | ------- | -------- | -------------- |
| 400 mètres       | 51 s 22 | Kingston | 8 juillet 2023 |
| 400 mètres haies | 53 s 13 | Paris    | 6 août 2024    |